# Le Fleuve de la vie
 (août 2013).
Si vous disposez d'ouvrages ou d'articles de référence ou si vous connaissez des sites web de qualité traitant du thème abordé ici, merci de compléter l'article en donnant les références utiles à sa vérifiabilité et en les liant à la section « Notes et références ».
Le Fleuve de la vie (titre original : River Out of Eden: A Darwinian View of Life) est un livre de vulgarisation scientifique publié en 1995 par Richard Dawkins.
Le livre traite de l'évolution selon Charles Darwin et inclut des chapitres sur des sujets traités dans ses précédents ouvrages, parmi lesquels Le Gène égoïste (The Selfish Gene), The Extended Phenotype et L'Horloger aveugle (The Blind Watchmaker).

## Contenu
C'est le livre le plus court de Richard Dawkins, illustré par sa femme Lalla Ward. Le titre du livre est dérivé du passage 2:10 de la Genèse dans lequel est cité le jardin d'Éden.
Le Fleuve de la vie contient cinq chapitres. Le premier chapitre plante le décor pour le reste du livre, en comparant la vie à une rivière de gènes coulant au travers des temps géologiques dans lesquels les organismes sont des corps passagers.
Le second chapitre décrit comment l'hérédité humaine peut être tracée par le biais de gènes depuis le plus récent ancêtre commun, en mettant en exergue l'Ève mitochondriale. Le troisième chapitre décrit la gradualité de la sélection naturelle, seul mécanisme pouvant créer la complexité que nous observons dans la nature.
Le quatrième chapitre s'attarde sur l'indifférence totale des gènes pour les organismes qu'ils construisent et dont ils se défont, dans leurs efforts sans relâche visant à maximiser leurs fonctions utiles propres. Le dernier chapitre résume les jalons de l'évolution de la vie sur Terre et spécule sur des processus similaires et leur fonctionnement pour une vie extraterrestre.